# À tout prendre
Pour plus de détails, voir Fiche technique et Distribution.
À tout prendre  est un film québécois réalisé par Claude Jutra sorti en 1963. 
Autofiction avant la lettre, le film est souvent considéré comme le premier film moderne du cinéma québécois et l'un des plus inventifs[réf. nécessaire]. C'est probablement le premier, et en tout cas un des rares films du Québec à présenter la liaison d’un jeune québécois blanc avec une jeune femme noire. 

## Synopsis
Dans les années 1960, un jeune intellectuel québécois s'interroge sur son identité et remet en cause sa relation amoureuse avec une jeune mannequin noire, alors qu'il est troublé par ses propres pulsions homosexuelles.
Ce film est un portrait du milieu des jeunes intellectuels des années 1960 à Montréal.

## Fiche technique
- Réalisation : Claude Jutra
- Scénario : Claude Jutra
- Musique : Maurice Blackburn, Jean Cousineau et Serge Garant
- Photographie : Michel Brault, Bernard Gosselin et Jean-Claude Labrecque
- Montage : Claude Jutra
- Son : Michel Belaieff
- Production : Robert Hershorn et Claude Jutra

## Distribution
- Claude Jutra : Claude
- Johanne Harrelle : Johanne
- Monique Joly : Monique
- Monique Mercure : Barbara
- Victor Désy : Victor
- Tania Fédor : la mère
- Patrick Straram : Nicholas
- François Tassé: un acteur
- Guy Hoffmann : le curé
- Anne Claire Poirier : une femme à la surprise-partie
- François Truffaut : l'homme à la cigarette

Le générique du film indique que Leonard Cohen a travaillé sur la version anglaise.

## Distinctions
- 1963 : grand prix du Jury au Festival du cinéma canadien
- 1963 : prix de la Radio-télévision belge
- 1963 : prix de la Presse internationale (Knokke le Zoute)
- 1964 : Canadian Film Award pour la meilleure production à Robert Hershorn et Claude Jutra

## Postérité
En 2012, la revue savante Nouvelles Vues a publié le manifeste inédit écrit par Jutra pour la sortie du film.
Afin de souligner le 50e anniversaire d'À tout prendre, la Cinémathèque québécoise a mis en ligne un dossier Web documentaire dédié au film. Réalisé par Pierre Jutras, ce dossier comprend de nombreuses archives nouvellement numérisées, notamment le film intégral dans sa version originale française et dans sa version anglaise, ainsi que les bandes-annonces et les documents afférents au film (photos, affiches, croquis, correspondances, documents de production, ainsi que des textes publiés sur le film). Des archives provenant de la télévision et de la radio à l’époque du lancement du film, pratiquement jamais diffusées depuis, témoignent de l’attention médiatique particulière que l’on porta à cette œuvre.

#### Monographies
- Thomas Carrier-Lafleur, Une philosophie du « temps à l’état pur ». L’autofiction chez Proust et Jutra, Paris : Librairie philosophique J. Vrin, Québec : Les Presses de l’Université Laval (Zêtêsis : Esthétiques), 2010, 215 p.
- Michèle Garneau, « Pour une esthétique du cinéma québécois », Thèse de doctorat en Littérature comparée, option théorie et épistémologie, Montréal, Université de Montréal, 1997.
- Jim Leach, Claude Jutra filmmaker, Montreal/Kingston/London/Ithaca, McGill-Queen’s University Press (Films Studies), 1999, XII-306 p.

#### Analyses
- Richard Bégin,  Low Cost (Claude Jutra) ou la mobilisation d'un héritage. Pocket film et technique identitaire, Nouvelles Vues no 12, printemps-été 2011, en ligne.
- Denis Bellemare, « Narcissisme et corps spectatorielle », dans Cinémas, vol. no 1-2, automne 1996, p. 37-54.
- James Brady, « À tout prendre : fragments du corps spéculaire », dans Copie Zéro, Revue de cinéma no 37, octobre 1988, p. 23-26.
- Thomas Carrier-Lafleur, La pureté et la coexistence. Sur À tout prendre de Claude Jutra, Nouvelles Vues no 13, Hiver-printemps 2012, en ligne.
- Gilles Marsolais, « À tout prendre », dans Lettres et écritures, Revue des Étudiants de la Faculté des Lettres de l’Université de Montréal, vol. I, no 2 (février 1964), p. 35-41.
- Gilles Marsolais, « Au-delà du miroir... », dans Cinéma : acte et présence, Québec, Éditions Nota bene, 1999, p. 189-203.
- Gilles Marsolais, À tout prendre de Claude Jutra : la quête d'une image de nous-mêmes, 24 Images, no 100, 2000, p. 29.
- Alain-Napoléon Moffat, À tout prendre de Claude Jutra : Le docu-drame de la confession, Québec Studies, no 13 (printemps-été 1991), p. 147-154.
- Jean-Pierre Sirois-Trahan, « Le devenir-québécois chez Claude Jutra. Autofiction, politique de l’intime et le je comme faux raccords », dans Nouvelles « vues » sur le cinéma québécois, no 11, automne 2010, en ligne

Critiques
- Denys Arcand, « Cinéma et sexualité », dans Parti pris, no 9-10-11, été 1964.
- Stanley Eichelbaum, « A rare film for $25,000 », dans Examiner Lively Arts, 22 décembre 1966.
- Gérald Godin, commentaire sur À tout prendre, dans Cahier de presse, Festival international du film de Montréal, 1963, p. 87-97.
- Jean Laurac, « Que Claude Jutra se soit vidé… », dans Le Petit Journal, 18 août 1963.
- Jean Pierre Lefebvre, « Petit éloge des grandeurs et des misères de la colonie française de l’Office national du film », dans Objectif 28, Revue indépendante de cinéma, août-septembre, 1964, p. 11.
- Michel Patenaude, « Sept films canadiens », dans Objectif 63, Revue indépendante de cinéma, no 23-24 (octobre-novembre 1963), p. 41-43.
- Joseph Perecki, « À tout prendre », dans Silhouette Review, 13 novembre 1964.
- Alain Pontaut, « À tout prendre : strip-tease moral et maîtrise technique », dans La Presse, mai 1964.
- Archer Winsten, « Take it all enters Plaza theater », dans New York Post, 26 avril 1966.
- Colin Young, « À tout prendre », dans Film Reviews, automne 1963.